# Enhanced avionics system
Le enhanced avionics system, ou EASy (en français : système avionique amélioré) est une suite d'avionique modulaire intégrée et un système d'affichage du cockpit utilisé sur les avions d'affaires Dassault Falcon depuis le Falcon 900EX, et plus tard utilisé dans d'autres avions de la famille Falcon plus récents tels que le Falcon 2000EX et le Falcon 7X.
L'EASy a été développé conjointement par Dassault et Honeywell et est basé sur l'Honeywell Primus Epic (en).

## Histoire
Dassault Aviation a commencé à développer le concept de l'EASy au milieu des années 1990 avec l'objectif de permettre une bien meilleure intégration des systèmes avioniques tels que le FMS.
L'EASy a d'abord été intégré et certifié sur le Falcon 900EX. Le premier 900EX équipé de l'EASy a été livré en décembre 2003. La base de l'EASy, Honeywell Primus Epic, a ensuite été intégrée sur d'autres jets d'affaires et hélicoptères,.
L'EASy a été certifié sur le Falcon 2000EX en juin 2004 et les livraisons ont commencé peu de temps après. Le Falcon 7X a été dès le début développé avec des avioniques EASy.
En octobre 2008, Dassault a annoncé le lancement du programme EASy phase II lors de la réunion annuelle de la NBAA (en) à Orlando. La phase II de l'EASy comprend plusieurs améliorations de l'EASy, telles que, :
- Système de vision synthétique
- Diffusion radio ADS-B Out [10]
- Carte "sans papier"
- Future Air Navigation System (en) (FANS-1/A) utilisant la méthode Controller Pilot Data Link Communications (en)
- Localizer performance with vertical guidance (en)

L'EASy Phase II a été certifié sur Falcon 900LX en juin 2011  et sur Falcon 7X en mai 2013 .

## Architecture
L'architecture de l'EASy est basée sur l'avionique modulaire intégrée. Les modules de traitement sont appelés MAU (Modular Avionics Units). Le système d'exploitation central de l'EASy est fourni par DDCI.